# Turnul Olarilor din Sibiu

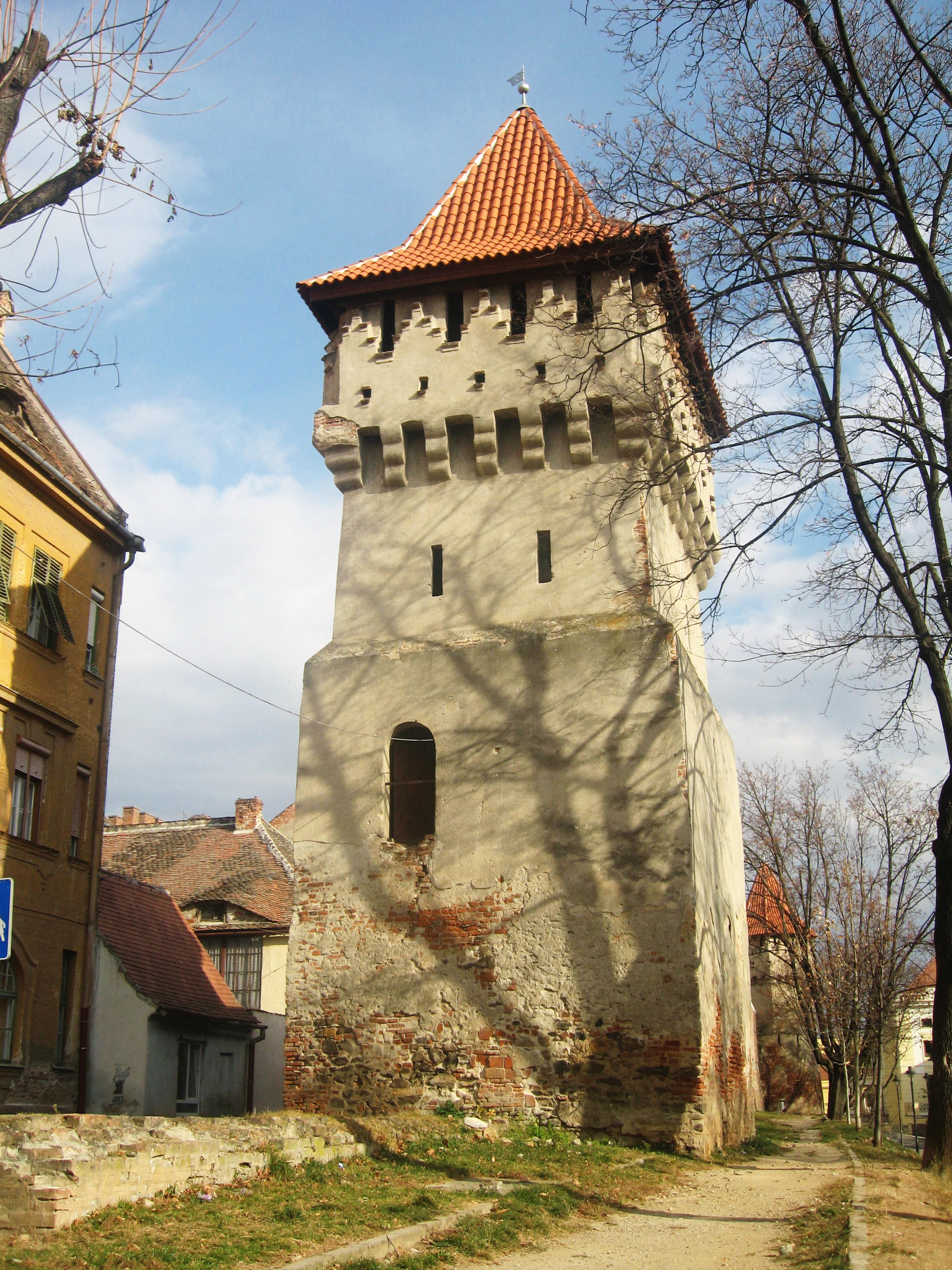
Turnul Olarilor

Turnul Olarilor din Sibiu (în germană Töpferturm) este un turn construit în secolul al XV-lea de breasla săsească a olarilor în orașul Sibiu. Turnul făcea partea din cea de-a treia centură de fortificații a orașului. Turnul Olarilor este unul din cele trei turnuri aflate pe str. Cetății (în germană Harteneckgasse), fiind situat între Turnul Archebuzierilor și Turnul Dulgherilor.
Incinta a III-a a ansamblului fortificațiilor orașului medieval Sibiu, din care fac parte Turnuri de apărare, Turnul Dulgherilor, Turnul Olarilor, Turnul Archebuzierilor, Turn de Poartă și curtine edificate în perioada 1357-1366, a fost inclusă pe Lista monumentelor istorice din județul Sibiu din anul 2004, având codul de clasificare SB-II-m-A-12010.03.

## Istoric
Cea de-a III-a incintă fortificată a orașului datează din perioada 1357-1366. Dintre turnurile de apărare componente ale acestei incinte, cele mai puțin atinse de vicisitudinile vremii sunt cele trei turnuri aflate pe strada Cetății și anume Turnul Archebuzierilor, Turnul Olarilor și Turnul Dulgherilor.  Cele trei turnuri se întind astfel de la nord la sud: Turnul Dulgherilor, Turnul Olarilor și Turnul Archebuzierilor. 
Datarea turnului s-a făcut ținând cont de planul dreptunghiular la bază, plan păstrat la proporții mai reduse și la nivelul superior, precum, și poziția față de zid. Cu toate acestea, unii cercetători susțin că este de proveniență mai recentă, de pe la mijlocul secolului al XVI-lea. Însă în acea perioadă se ridicau deja rondele de artilerie sau bastioane, iar rolul unui turn de asemenea proporții și, mai ales, astfel plasat ar fi fost minor. Turnurile de apărare componente ale incintei a III-a erau adaptate armelor de foc (archebuzelor), dar forma lor prismatică (rectangulară sau poligonală) nu asigura cea mai bună protecție contra artileriei în curs de perfecționare.
În decursul timpului, acest turn a suferit o serie de reparații și modificări, lucrările de fortificare a incintei Cetății Sibiului fiind continuate în cea de a doua jumătate a secolului al XV-lea și în primele decenii ale celui următor. Forma actuală a acestui turn datează probabil de pe la începutul secolului al XVI-lea. Turnul Olarilor a fost restaurat în perioada 1967-1972.
Curtina care leagă Turnul Olarilor de Turnul Dulgherilor este construită în cel puțin două faze, acest lucru reieșind din însăși structura materialului de construcție. Astfel, jumătatea inferioară a zidului este realizată din piatră brută, pe când jumătatea superioară reprezintă o supraînălțare (înălțimea zidului a fost aproape dublată) executată din cărămidă. În partea din interiorul cetății, zidul este prevăzut la partea superioară cu metereze, unde se ajungea de pe un coridor de acces acoperit, susținut de o înșiruire de arcade. Acest sistem fortificat de apărare este larg răspândit la cetățile sătești din județul Sibiu, un exemplu tipic fiind fortificația din Vorumloc.

## Arhitectură
Turnul Olarilor este construit din piatră și cărămidă. Are o formă dreptunghiulară (la bază), după care turnul se retrage la etajul intermediar, pentru a se încheia în partea superioară prin clasica porțiune ieșită în afară, susținută de console cu guri de foc între arce.
La primul și al doilea nivel se află metereze în formă de gaură de cheie, realizate în special pentru a permite executarea focului de archebuze. Din aceste guri de foc se trăgea cu archebuza contra asediatorilor ajunși la baza zidurilor. Partea superioară a turnului este ieșită în afară și sprijinită, la fel ca majoritatea turnurilor sibiene, pe console.

## Imagini

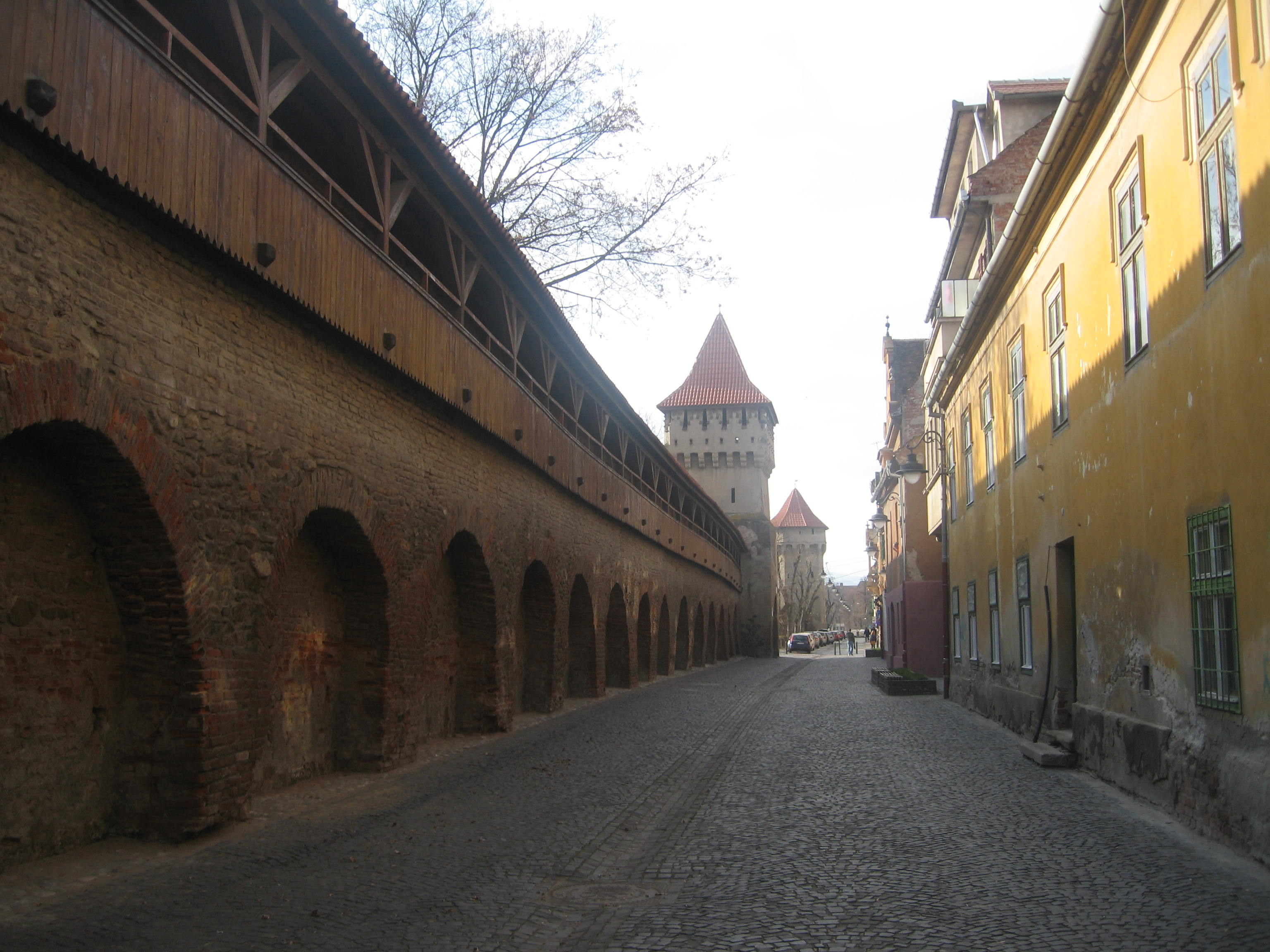
Turnul Olarilor şi o porţiune de curtină - vedere dinspre nord
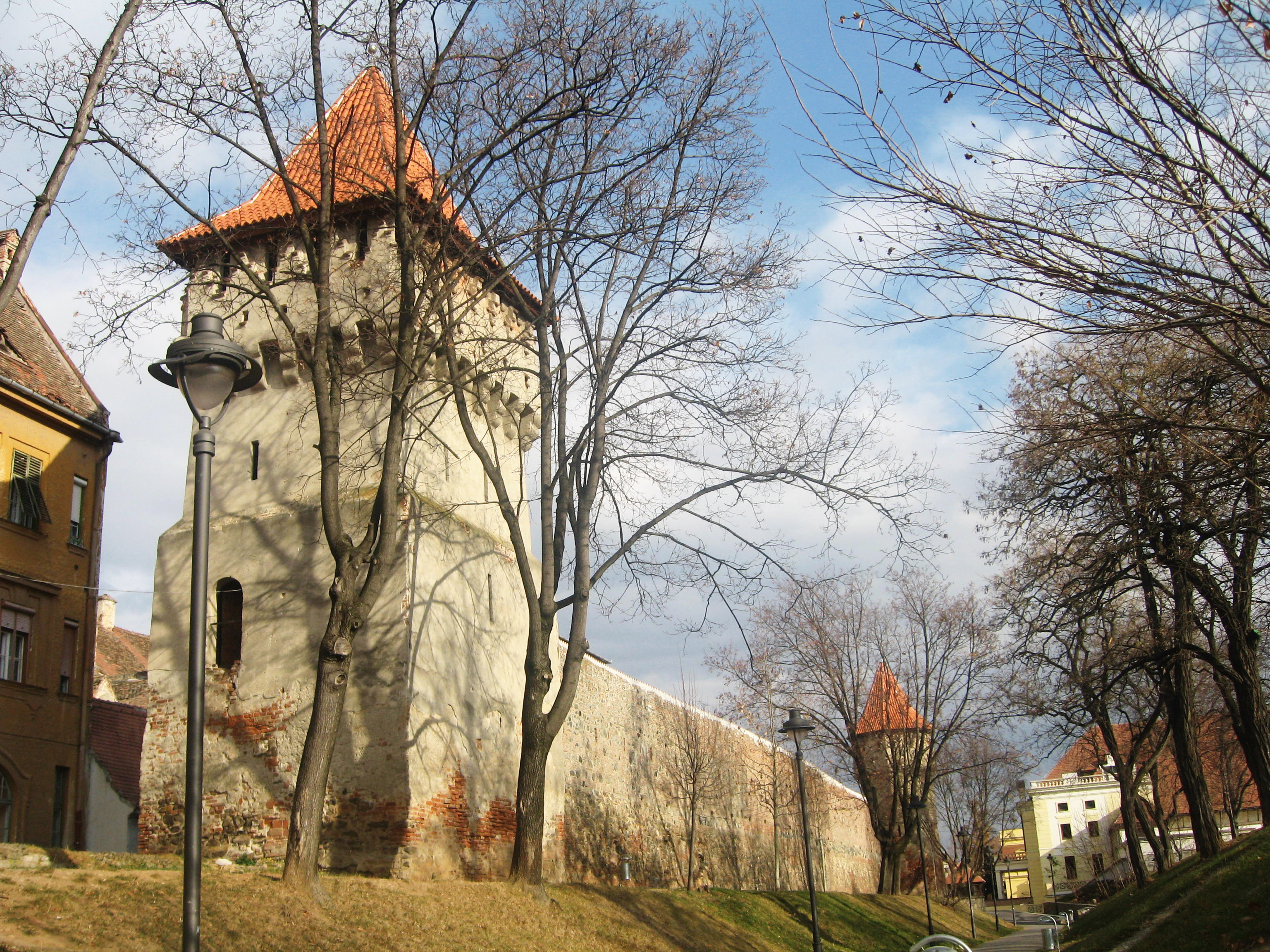
Turnul Olarilor şi o porţiune de curtină - vedere dinspre sud
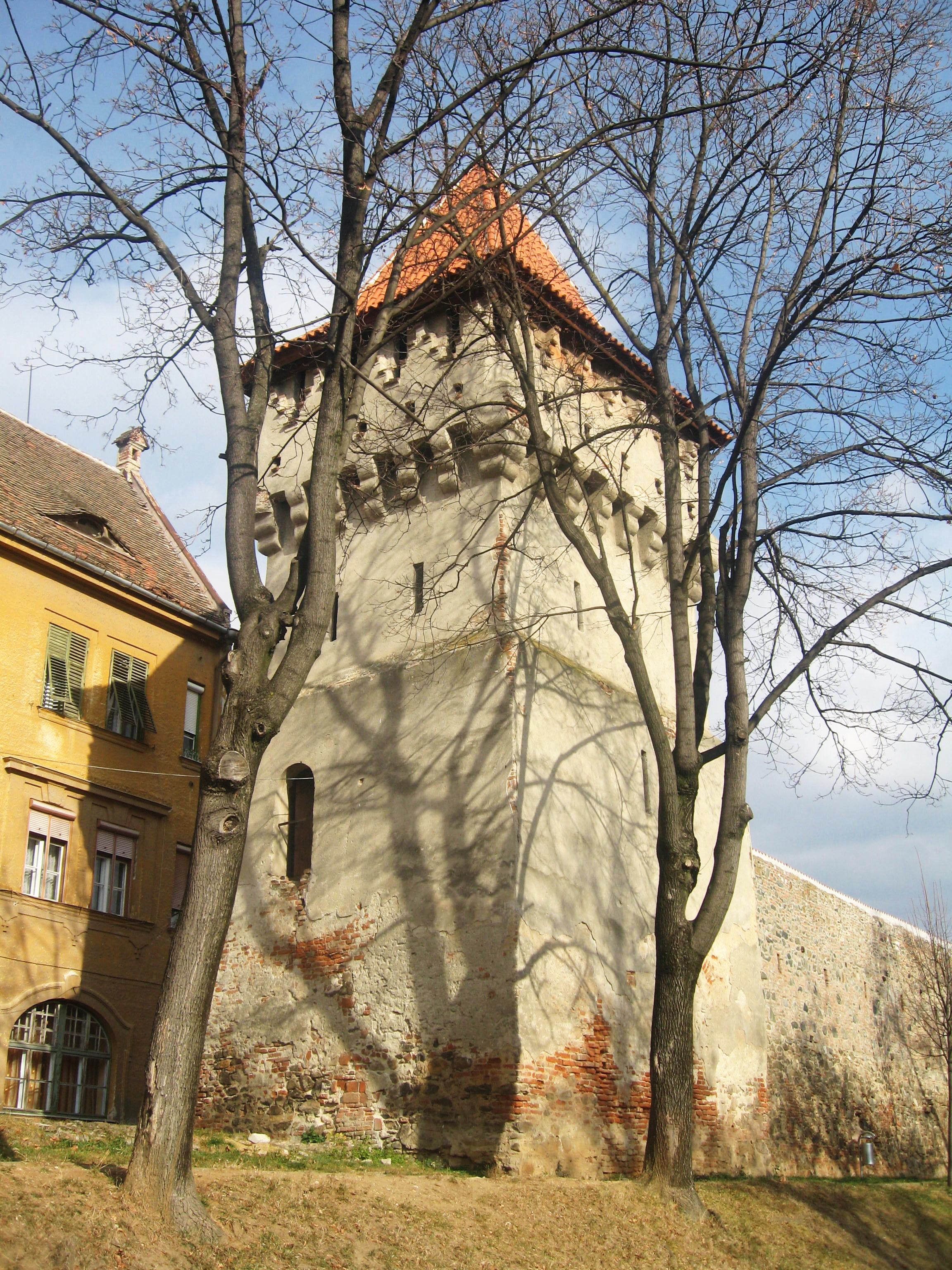
Turnul Olarilor
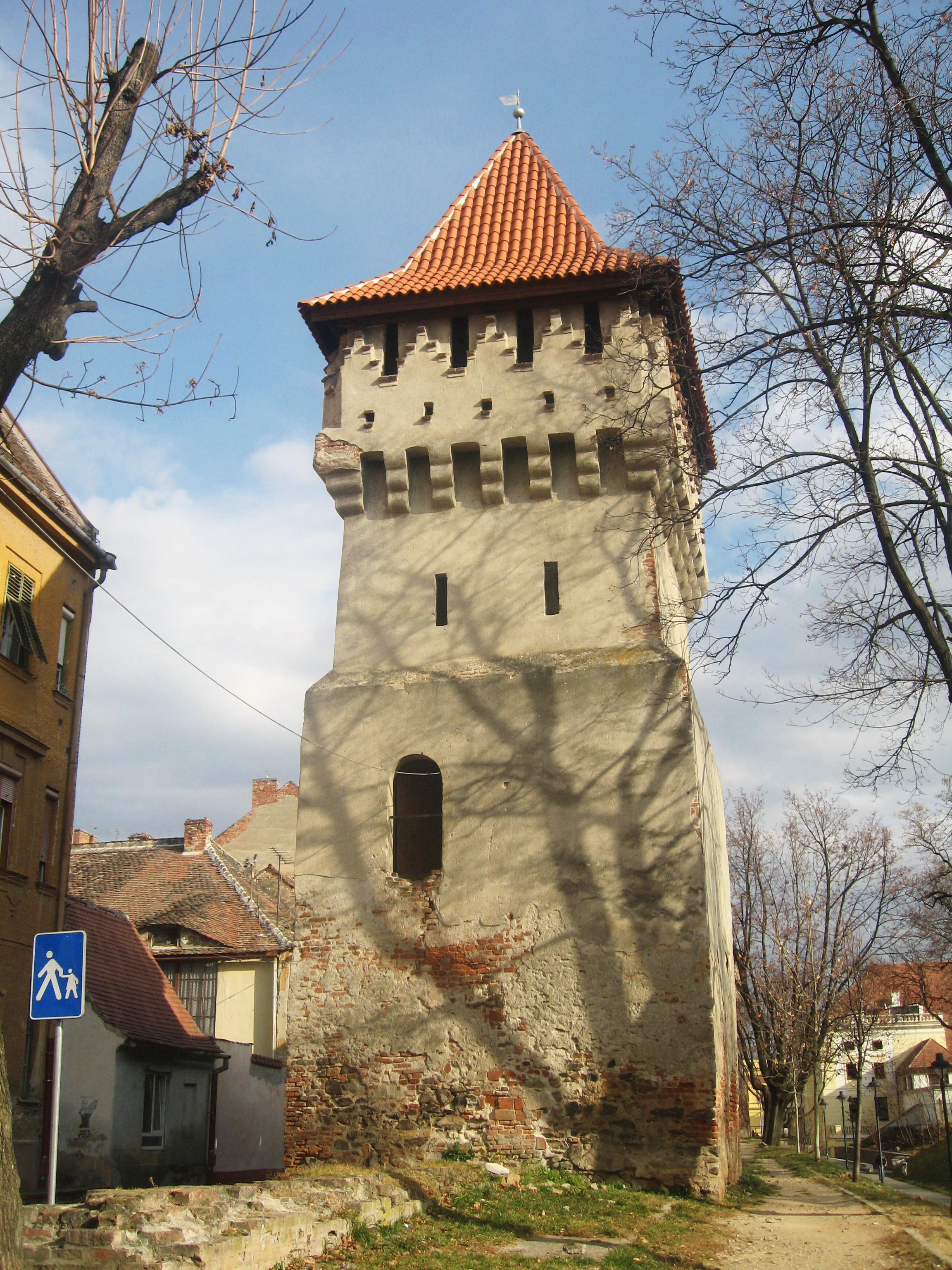
Turnul Olarilor
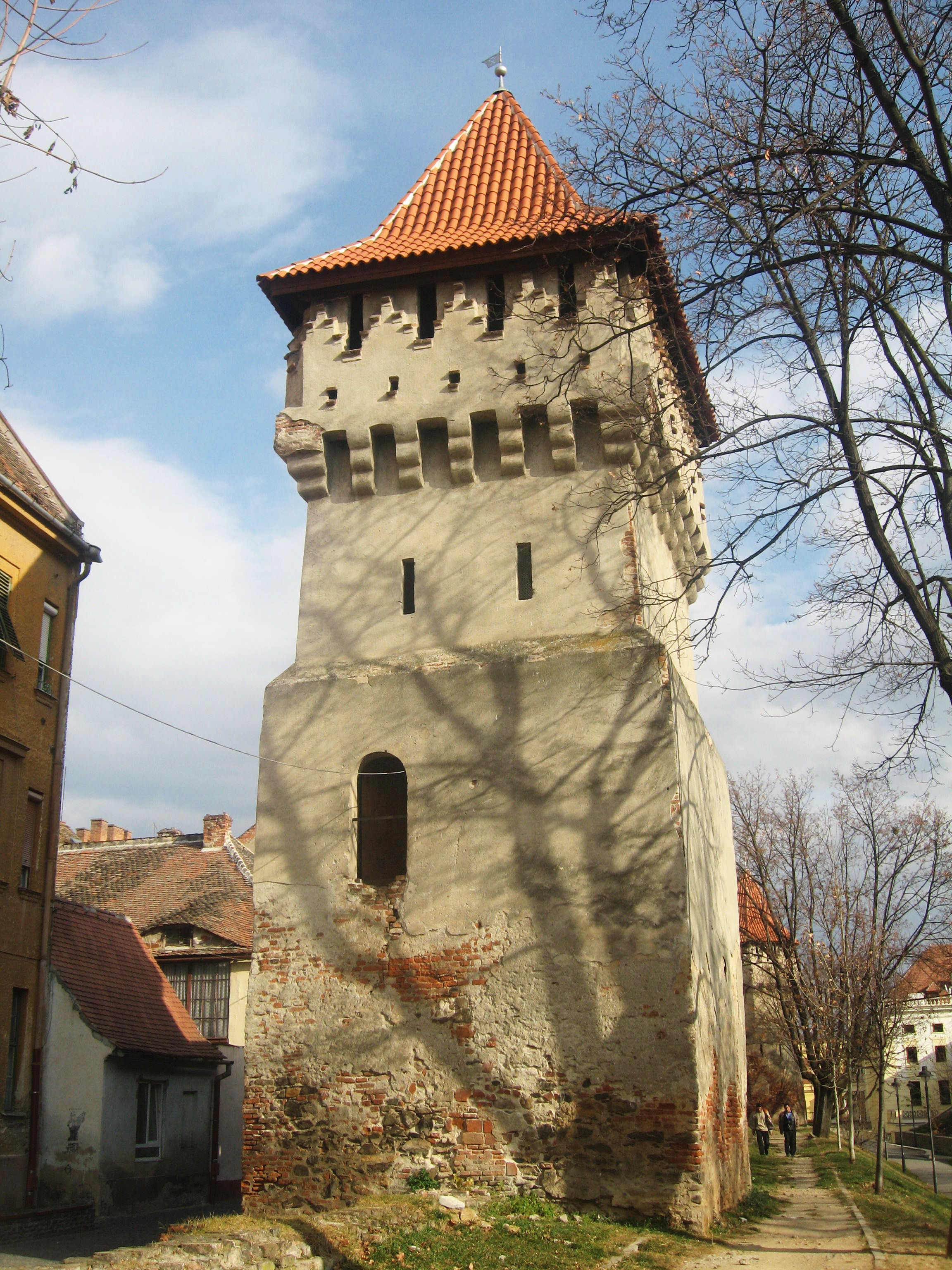
Turnul Olarilor - vedere dinspre sud
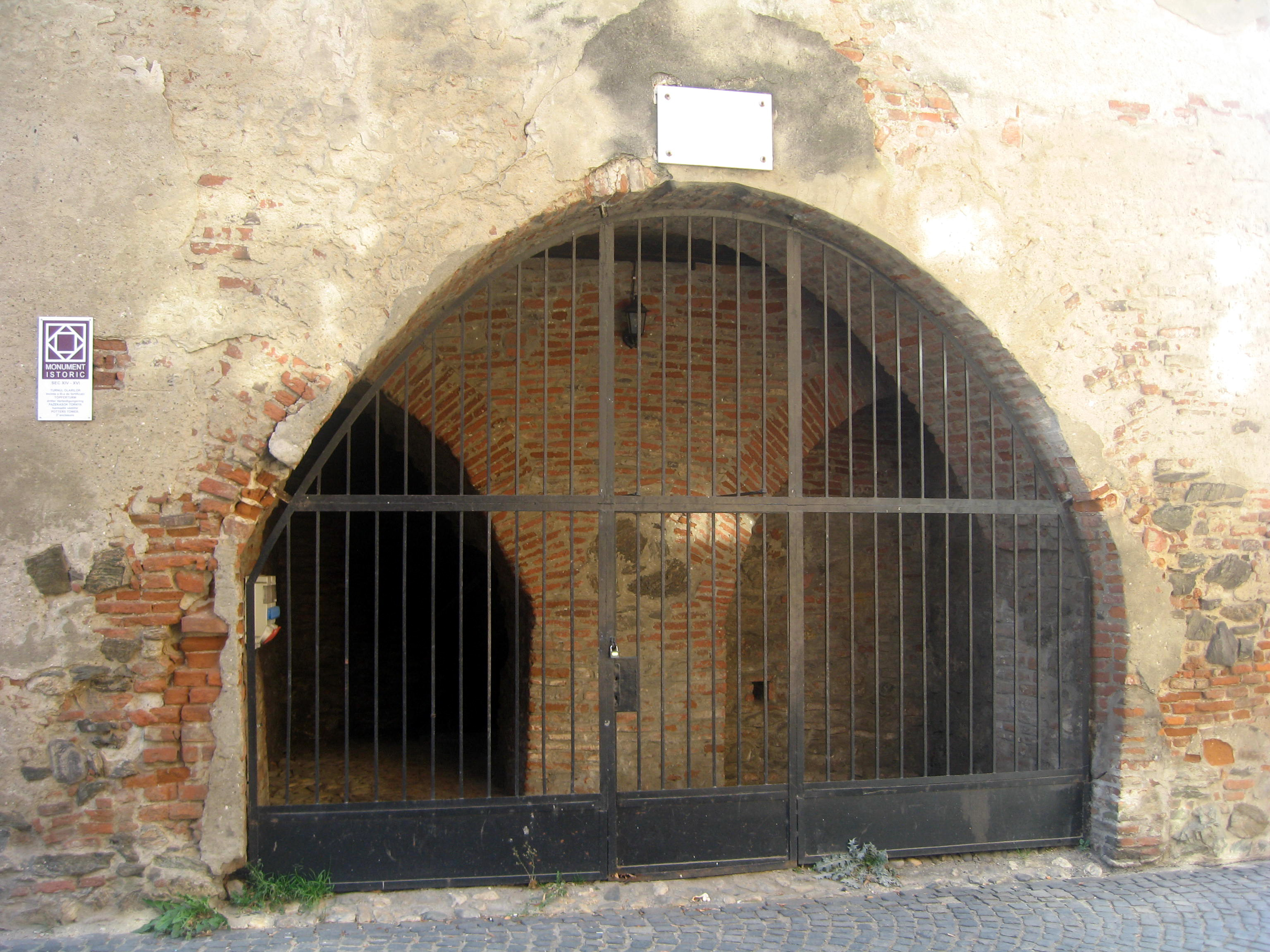
Pivniţă de la parterul turnului